# نانوشیشه
قسمت عمده شیشه‌های مصرفی در صنعت ساخت وساز ساختمان در ساخت در و پنجره به کار میرودو به دلیل ماهیت و محل قرارگیری آن‌ها بیشترین اتلاف انرژی از طریق آن‌ها اتفاق می‌افتد. شکل، جنس و اندازه پنجره در سال‌های اخیر به دلیل پیشرفت تکنولوژی تغییرات زیادی یافته‌است. امروزه به دلیل گران بودن انرژی و کمبود آن کارشناسان می‌کوشند تا با کاهش مساحت در و پنجره از هدر رفتن انرژی پیشگیری کنند. صنعت شیشه در اروپا سهم عمده‌ای از بازار جهانی را به خود اختصاص داده‌است و هر ساله نیز به واحدهای تولیدی آن‌ها افزوده می‌شود. پنجره هابه دلیل ماهیت نور گذر بودن و تأمین نور فضاهای داخلی بنا و ضمن تأمین دید در مقابل شرایط نامساعد جوی نیز پایدار می‌باشند. اما شیشه به دلیل خاصیت شکنندگی بسیار زیاد نیاز به نگهداری بالایی دارد. همچنین تولید شیشه نیازمند سرمایه زیاد است. در سال‌های اخیر و با پیدایش فناوری نانو انقلابی بزرگ در کلیه صنایع و از جمله صنعت ساختمان به وجود آمد و شیشه هم از نظر مقاومت و هم از نظر عبور نور و دما تغییرات بسیار زیادی نمود. در این میان فناوری نانو به کمک مهندسان آمد وباعث تغییرات شگرفی در صنعت ساختمان و صنایع وابسته شد.
از شیشه‌های تولید شده با روش نانو تکنولوژی می‌توان به شیشه‌های خود تمیز شونده، کنترل‌کننده، محافظ آتش و غیره را نام برد. شیشه دارای انواع گوناگونی است که عبارتند از:
شیشه خود تمیز شونده
از نانو ذرات دی اکسید تیتانیوم در ساخت شیشه‌های خود تمیز شونده استفاده می‌شود. این نمونه از شیشه‌ها خاصیت ضدلک و ضدعفونی‌کنندگی را دارا هستند. ساخت شیشه‌های خود تمیزشونده که حتی مشکل تمیزکاری پنجره‌ها به‌خصوص در ساختمان‌های بلند را از میان برمی‌دارد، با کمک فناوری نانو حاصل شده‌است. عامل کثیفی و لک بر روی شیشه فرورفتگی‌های میکروسکوپی در سطح شیشه و نشست ذرات گردوغبار و ترکیب آن‌ها با آب و چربی‌ها می‌باشد. ماده نانویی دی‌اکسید تیتانیوم با قرار گرفتن بر روی سطح شیشه، باعث پوشش فرورفتگی‌ها شده و سطح شیشه کاملاً مسطح می‌گردد. از اینرو مانع از کثیف و خیس شدن سطح می‌شود و در نتیجه با یک بار بارش باران یا آب ریختن بر روی سطح تمامی کثیفی آن از بین می‌رود.
از ویژگی‌های شیشه خود تمیز شونده می‌توان به پس زدن آب و روغن از روی شیشه، عدم چسبیدن آلودگی و کثیفی بر روی شیشه، پاک شدن آلودگی به وسیلهٔ آب باران، مقاومت در برابر رسوب، مقاومت در برابر خوردگی، افزایش استحکام و خش افتادگی، جلوگیری از تشکیل اثر انگشت، روشن‌تر و شفاف تر شدن شیشه تا ۲۰٪، یکنواخت تر شدن سطح شیشه تا ۳۰٪، افزایش دید از طریق شیشه در شرایط بد آب و هوایی، تمیز باقی ماندن شیشه تا مدت زمان طولانی، ضدانعکاس شدن شیشه را می‌توان برشمرد.

## شیشه‌های ضدانعکاس
علم فیزیک ثابت کرده‌است که امواج تابیده شده به سطوح بسته به نوع زاویه تابش آنها و مقدار شفافیت سطوح به سه قسمت تقسیم می‌شوند: مقداری از امواج پس از برخورد منعکس، مقداری جذب و مقداری نیز از سطح عبور می‌کنند. در علم معماری باز تابش نور از سطوح شفاف پدیده‌ای نامناسب است و باعث افت کیفیت فضا می‌شود. به همین دلیل متخصصین فعال در حوزه نانو تکنولوژِی با وارد کردن این پدیده در صنعت ساخت شیشه، تلاش می‌کنند تا بازتاب‌های نامطلوب شیشه را به حداقل برسانند. مقدار عبور، نور از میان اجسام مانند شیشه و پلاستیک که بخشی از نور برخورد کرده به خود را منعکس می‌کنند، به مقدار بازتاب آن مواد بستگی دارد. دربهترین حالت شیشه اجازه می‌دهد حداکثر ۹۰٪نورتابیده شده عبور کند و این عامل به سبب تفاوت ضریب شکست شیشه و هوای مجاور رخ می‌دهد پس مهم‌ترین عامل در بروز این پدیده ضریب شکست محیطها می‌باشد. کاربرد شیشه‌های ضدانعکاس در طراحی داخلی و کارکردهای تزئینی و نمایشی مانند کابینت بیشتراست. یک لایه از این شیشه‌های چندلایه را در محلولی فرومی برند تا محصول شیشه‌ای با قابلیت عبور دادن طیف گسترده‌تری از امواج نوری به دست آید. در این شیشه‌ها ضریب شکست نور برای بیرونی‌ترین لایه کم بوده و با دقت مشخص می‌شود و ضخامت این لایه بیرونی حائز اهمیت است ومی توان این لایه را تا ضخامت ۱۵۰ نانومتر انتخاب کرد. اگر این عملیات به دقت صورت گیرد و لایه بیرونی شیشه به نحو استاندارد روکش شود سهم پرتوی بازتابیده شده نسبت به امواج برخورد کرده باشیشه از ۳۰درصد به ۱ درصد کاهش خواهد یافت. در تولید سنتی شیشه‌های ضدانعکاس نقاط ضعفی وجود دارد از قبیل :محدود شدن محدوده طیفی نور عبورکننده از شیشه و عملیات پیچیده و پرهزینه که در این میان نانو مواد می‌تواند این مشکل را حل کند. این شیشه‌ها توانایی افزایش میزان عبور نور خورشید را دارند که در نتیجه استفاده از تکنولوژی نانو به دست آمده‌است. از روش‌های اقتصادی در تولید این نمونه از شیشه‌ها مطالعه و استفاده از طبعت و موجودات آن همچون شب پرگان است. مطالعه و تحقیق بر روی ساختار چشم این پرندگان نشان می‌دهد که سیستم چشم این نوع از پرندگان نور کمتری را بازتاب می‌کنند. بااستفاده از روش‌های شبیه منبت کاری گرم می‌توان شفافیت دیداری شیشه را تابش از ۹۷٪ و شفافیت پلاستیک‌ها را تا بیش از ۹۹٪ ارتقاء داد و علاوه بر بهبود خواص عدم انعکاس شیشه ویژگی‌های ضدالکتریسیته ساکن و دفع کثیفی آن نیز بهبود پیدا می‌کند.
برای تولید شیشه‌های ضد انعکاس دوروش موجود است:۱-کشیدن یک لایه پوشش ضد انعکاس که شامل انواع ذرات سلیس در اندازه‌های مختلف است. ذرات بزرگتر برای تولید ساختار لایه‌ای می‌باشند و ذرات کوچکتر مقاومت مکانیکی را ایجاد می‌کنند. میزان پرتوهای نوربازتاب یافته شده از سطح این شیشه‌ها در حدود ۱ درصد و حجم ان بیش از ۹۹ درصد است. ۲-باکمک پوشش‌های چندلایه‌ای از مواد نیمه ژلاتینی تولید می‌شوند. شیشه‌ها در این روش با آب و ذرات آلی خیس شده و قابل تمیز شدن هستند و زاویه ریزش آب به این شیشه‌ها بیش از ۸۰ درجه است؛ و خصوصیات دیگر این شیشه‌ها زاویه برخورد پرتو با شیشه است که، تأثیر زیادی بر نحوه انعکاس یا عبور آن نمی‌گذارد و به ازای زاویه تماس از صفرتا ۷۵ درجه است؛ و در میزان انتقال پرتوها از شیشه‌ها تنها بین ۵ تا ۸ درصد تغییر به وجود می‌آید.

## شیشه‌های ضدآفتاب
بیشترین شیشه‌هایی که در نمای ساختمان استفاده می‌شوند شیشه‌های ضدآفتاب هستند که با خاصیت فتوکرومیک ساخته می‌شوند. در این روش تولید شیشه به چهار روش امکانپذیر است :۱-پوشش‌های که به طیف خاصی از امواج حساسند این پوششها به صورت نوارهای باریک هستند. این خاصیت شیشه را دربرابر فرکانس‌های ناخواسته فروسرخ که سبب گرم شدن محیط می‌کند مقاوم ساخته‌است. البته این خاصیت باعث می‌شود که ساختمان انرژی گرمایی کمتری از نور خورشید داشته باشد و این خاصیت با معماری پایدار کمی مغایراست البته با راهبردهایی می‌توان نوعی سازگار عایق بندی حرارتی برابر سرراه نور خورشید قرارداد تا ساختمان از کسب نور کافی محروم نشود. ۳- در این روش که به فتوکرومیک معروف گشته شیشه با افزایش جذب خود به تغییرات شدت نور واکنش نشان می‌دهد و دیگر روش استفاده از پوشش‌های الکتروکرومیک است. همه این روش‌ها با کاهش مصرف انرژی موردنیاز برای سرمایش ساختمان مورد استفاده قرار می‌گیرند.

## شیشه‌های ضد آتش
این نوع از شیشه را با قرار دادن نانو ذرات سیلیس در وسط دو شیشه می‌سازند. شیشه‌های کنترل‌کننده انرژی سبب کاهش عبور امواج ماورای بنفش و مادون قرمز، و تنظیم عبور نور مرئی و هم چنین جلوگیری از اتلاف انرژی در بخش‌های مختلف و استفاده بهینه انرژی در ساختمان شده‌است. این شیشه به مقاوم ساختن ساختمان در برابر حوادث و عمر طولانی ساختمان کمک می‌کند.
زمینه‌های دیگر در استفاده از محصولات نانو شیشه تولید و جمع‌کننده‌های انرژی خورشیدی است. درنانو شیشه‌های به‌کاررفته در این جمع‌کننده‌ها طیف امواج نورانی امکان عبور را داشته و بنابراین حداکثر بازدهی و بیشترین مقدار تولید انرژی را ممکن می‌سازد. برخلاف شیشه‌های قدیمی زاویه برخورد نور باشیشه تأثیر مثبتی برانتقال آن ازمیان شیشه خواهد داشت و این قسمت‌ها وابستگی کمتری به جهت و زاویه تابش دارد ومی توان در فصل‌های مختلف سال از کارایی مشابهی برخوردارباشند.
فناوری اپتو-الکترویک:حوزه‌ای از دانش است که براساس نانوذرات شکل گرفته‌است و ابعاد و مشخصه‌های اپتیکی، شیمیایی، فیزیکی آن به دقت کنترل می‌گردد. ذرات نانو کوچکتر از طول موج امواج مرئی هستند؛ که تولیدکنندهٔ روشی جدید و خلاقانه است این ساختار جدید تشکیل شده از ریزذرات به شکل توپ‌های بزرگ دی‌اکسید سیلیکون در حدود ۳۰ تا ۵۰ نانومتر است.

## شیشه‌های فتو کرومیک
این نوع از شیشه‌ها در صورتی که در معرض تابش نورهای دارای امواج الکترو مغناطیس قرار گیرند مقدار عبور نور از آن‌ها کاهش یافته و در صورتی که اشعه‌های تابیده شده قطع گردد شیشه به حالت اول بر می‌گردد. مواد و ترکیبات به کار رفته در ساخت این شیشه‌ها عبارتند از نقره، فلوئور، کلر، یدو برم. این نوع از شیشه‌ها در صنایع عینک و قسمت‌هایی از ساختمان که در برابر نور شدید خورشید قرار دارند اما از درون نیاز به نور ملایمی دارند استفاده می‌شود.